# Ljubomir Vranjes
Pour les articles homonymes, voir Vranješ.
Ljubomir Vranjes, né le 3 octobre 1973 à Göteborg, est un ancien joueur suédois d'origine serbe de handball. Malgré une taille modeste (1,66 m), il a d'ailleurs longtemps été considéré comme l'un des meilleurs demi-centre du monde. Avec l'équipe nationale suédoise, il est notamment triple champion d'Europe, une fois champion du monde et une fois vice-champion olympique .
Aujourd'hui entraîneur, il a été à la tête du club allemand du Flensburg-Handewitt pendant 7 saisons avant de prendre la direction du club hongrois du Veszprém KSE en 2017. Après une première saison décevante (perte du titre national face à Szeged et élimination en huitièmes de finale de la Ligue des champions face à Skjern) et un début de saison 2018/19 guère plus encourageant (deux défaites en trois matchs de Ligue des champions), il est démis de ses fonctions dès le 1er octobre. En février 2019, il rebondit dans le club suédois d'IFK Kristianstad.
Nommé sélectionneur de la Slovénie en 2019, il est démis de ses fonctions après l'élimination au tour préliminaire du Championnat d'Europe 2022 et rebondit immédiatement en signant dans le club allemand des Rhein-Neckar Löwen pour la fin de la saison 2021/2022.

## Palmarès de joueur

### Sélection nationale
Vranjes totalise 164 sélections et 451 buts en Équipe de Suède
Jeux olympiques
- Médaille d'argent aux Jeux olympiques à Sydney

Championnats du monde
- Médaille d'or au Championnat du monde 1999 en Égypte
- Médaille d'argent au Championnat du monde 1997 au Japon
- Médaille d'argent au Championnat du monde 2001 en France

Championnats d'Europe
- Médaille d'or au Championnat d'Europe 1998 en Italie
- Médaille d'or au Championnat d'Europe 2000 en Croatie
- Médaille d'or au Championnat d'Europe 2002 en Suède

### Clubs
Compétitions internationales
- Finaliste de la Ligue des champions en 2007

Compétitions nationales
- Vainqueur du Championnat de Suède (5) : 1993, 1995, 1996, 1997, 1998
- Deuxième du championnat d'Allemagne (1) : 2008

### Distinctions individuelles
- élu meilleur handballeur suédois de la saison en 1998-1999

## Palmarès d'entraîneur

### Clubs
Compétitions internationales
- Vainqueur de la Ligue des champions (1) : 2014
- Vainqueur de la Coupe des coupes (1) : 2012

Compétitions nationales
- Deuxième du championnat d'Allemagne (2) : 2012, 2013
- Vainqueur de la Coupe d'Allemagne (4) : 2011, 2012, 2013, 2014
- Vainqueur de la Supercoupe d'Allemagne (1) : 2014
- Deuxième du championnat de Hongrie (1) : 2018
- Vainqueur de la Coupe de Hongrie (1) : 2018

### Distinctions individuelles
- élu entraîneur de l'année par l'IHF en 2014

## Galerie

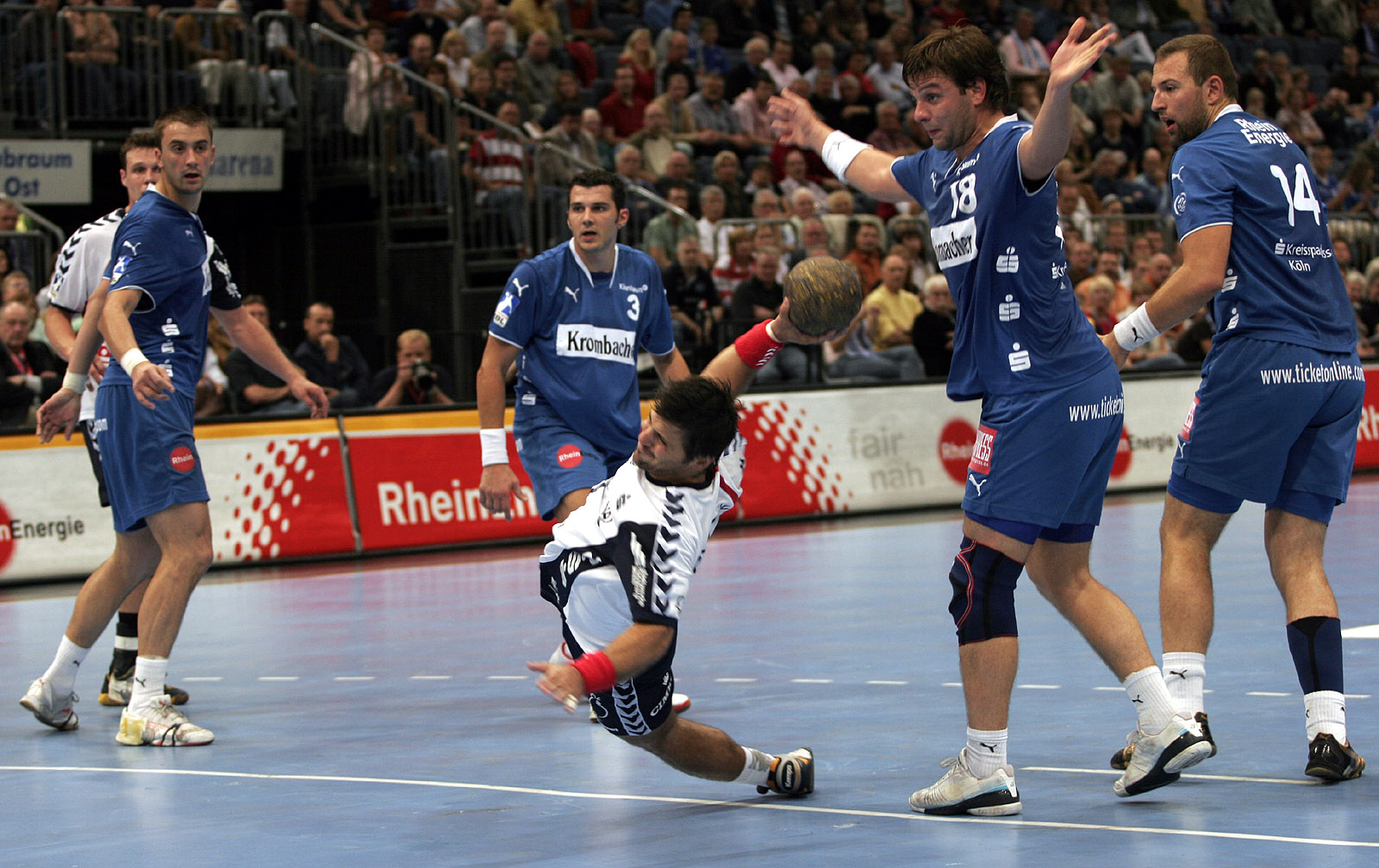
Au tir sous le maillot de Flensburg en septembre 2007.
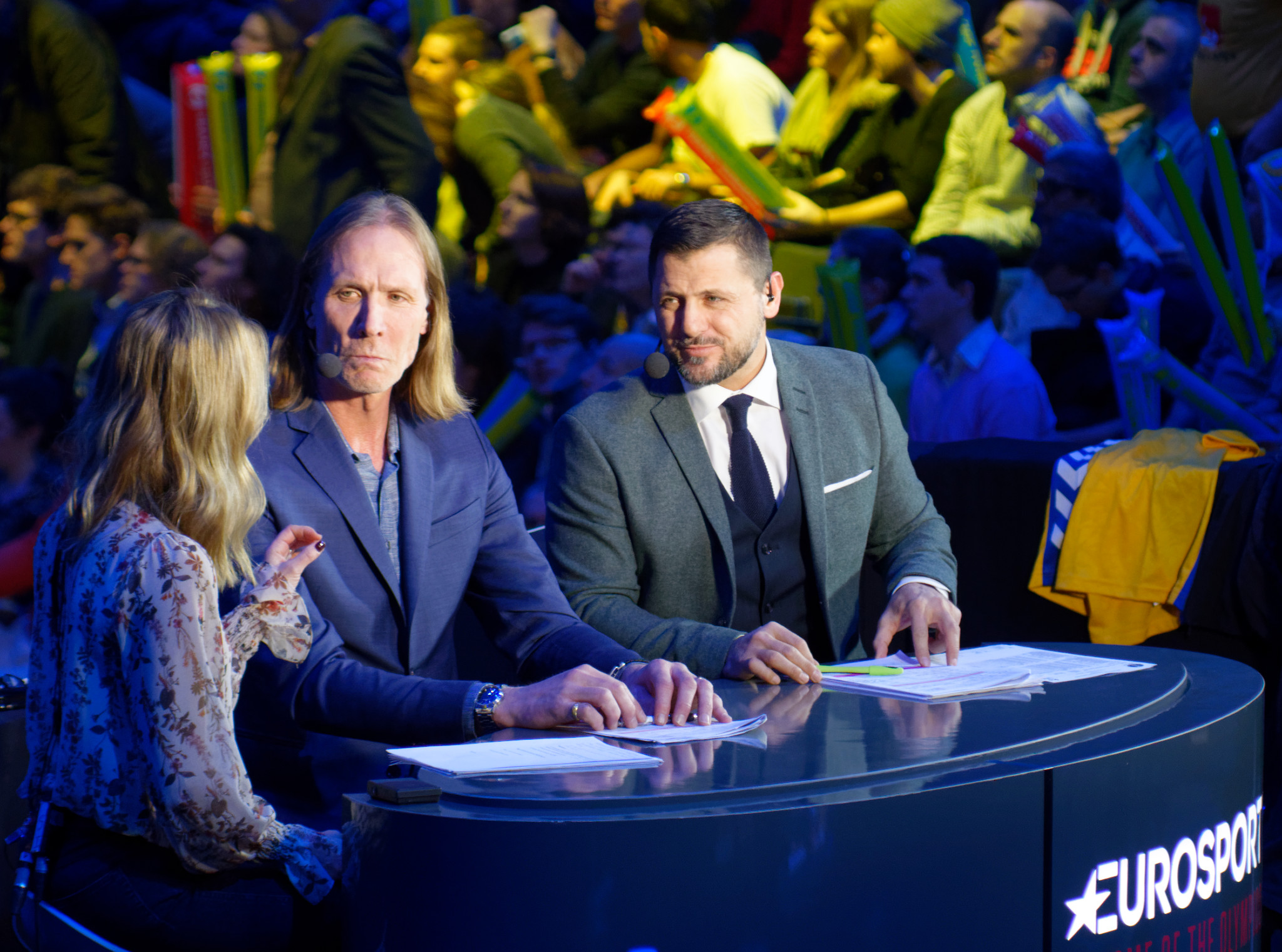
Aux côtés de Staffan Olsson, lors du mondial 2017 en janvier 2017.
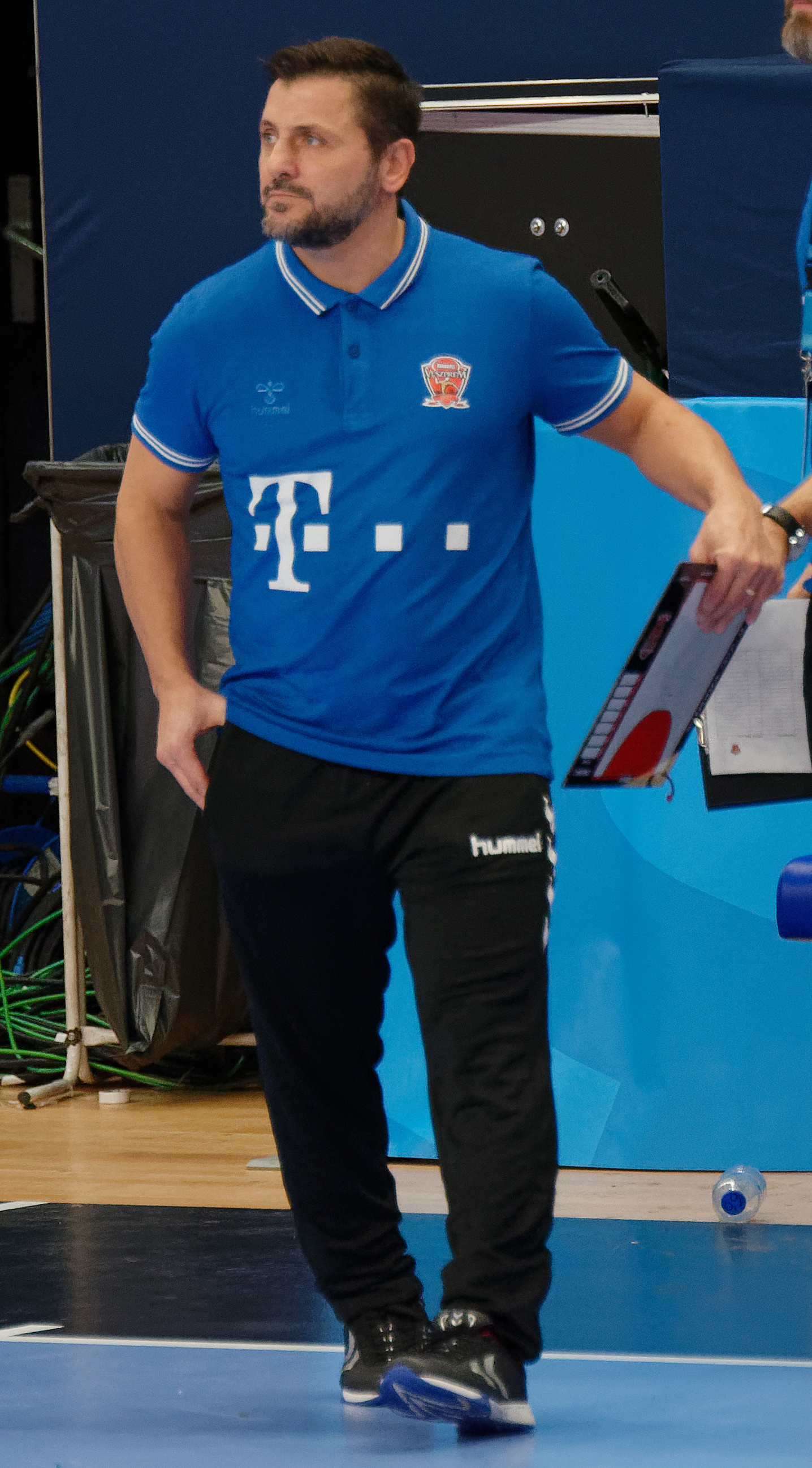
Avec Veszprém en 2017.